# International Tennis (videogioco 1985)
International Tennis è un videogioco sportivo di simulazione del tennis, sviluppato e pubblicato dalla Commodore nel 1985 e reso disponibile esclusivamente per Commodore 64.
Dopo International Soccer e International Basketball, è il terzo e ultimo titolo della serie sportiva International della Commodore. Condivide con i precedenti il tipo di visuale e il menù di selezione delle opzioni, costituito da una o due grandi immagini di tennisti.

## Modalità di gioco
Si possono affrontare solo incontri isolati di singolare maschile, al meglio di tre set, contro il computer o contro un altro giocatore.
Si ha la possibilità di scegliere il colore della tenuta del proprio personaggio e il livello di difficoltà in giocatore singolo, tra quattro possibili.
La visuale sul campo è dal lato lungo, con i due tennisti rispettivamente alla sinistra e alla destra dello schermo, in prospettiva rialzata e fissa.
Il proprio tennista viene mosso manualmente con il joystick in tutte le direzioni e l'orientamento e lunghezza dei colpi vengono dati spingendo il joystick in una delle otto direzioni mentre si preme il pulsante di fuoco.
Anche il posizionamento del tennista dietro la linea di fondo per la battuta va fatto manualmente, ed è possible commettere fallo di piede.